# Perdido un avión
Perdido un avión —cuyo título original en inglés es One of Our Aircraft Is Missing—— es una película británica de 1942 dirigida por Michael Powell y Emeric Pressburger. 

## Argumento
Tras una misión de ataque aéreo a Stuttgart durante la Segunda Guerra Mundial, los 6 tripulantes de un bombardero británico Vickers Wellington, con nombre clave B de Bertie, fue alcanzado por baterías antiaéreas saltan en paracaídas en Zuiderzee una región al norte de la Holanda ocupada por los nazis.
Gracias al apoyo de los holandeses y la resistencia los 6 aviadores logran llegar a la costa y escapar a Inglaterra. Tres meses después de su odisea y totalmente recuperados regresan a la acción, ahora con un bombardero pesado Short Stirling.

## Elenco
- Hugh Burden como John Glyn Haggard, piloto del B de Bertie.
- Eric Portman como Tom Earnshaw, copiloto.
- Hugh Williams como Frank Shelley, navegante.
- Emrys Jones como Bob Ashley, operador de radio.
- Bernard Miles como Geoff Hickman, artillero frontal.
- Godfrey Tearle como Sir George Corbett, artillero de cola.
- Googie Withers como Jo de Vries.
- Joyce Redman como Jet van Dieren.
- Pamela Brown como Else Meertens, la maestra.
- Peter Ustinov como el sacerdote.
- Alec Clunes como el organista.